# Aligot

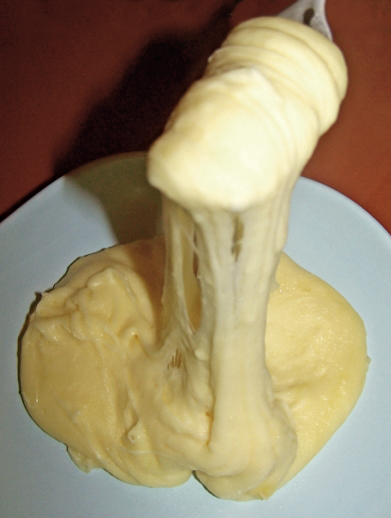
Prato de aligot.

O aligot é uma especialidade gastronômica proveniente de Aumont-Aubrac, na França.
A palavra aligot vem de «aliqu'ot», que a sua vez deriva-se do latim «liquod», que significa «alguma coisa».
Trata-se de um purê de batatas mesclado com nata e um tipo de queijo chamado Tomme, que possui 14 variações de queijos dessa qualidade. Também podem ser utilizados os queijos emmentaler ou gruyère.